# Sent i november
Sent i november är den nionde och sista boken av den finlandssvenska författarinnan Tove Jansson i serien om Mumintrollen, först utgiven 1970. Att notera är att ingen ur själva Muminfamiljen medverkar i handlingen.

## Handling
Det har blivit sen höst. Filifjonkan, Hemulen och några till söker sig tillbaka till Muminhuset för att få en tid av lugn och varmt omhändertagande, men familjen är spårlöst borta (historien utspelar sig parallellt med den i föregående boken Pappan och havet). De beslutar sig för att flytta in i huset och vänta. Sedan kommer Snusmumriken för att leta efter något viktigt han tappat.

## Om boken
De fem huvudpersonernas gemensamma nämnare är att de förlorat något; sin framtid, sin identitet, sin frihet eller världsbild. Eftersom Muminfamiljen inte kan uppfylla deras förväntningar tvingas de ta tag i sina problem, individuellt och gemensamt. Boken saknar de katastrofer som varit typiska för Mumindalen; den berättas i ett långsamt och lågmält tempo. Tyngdpunkten ligger i de psykologiska processer som sker hos figurerna och gruppen.